# Raktári gabonamoly
A raktári gabonamoly (Nemapogon granellus, avagy Nemapogon granella) a valódi lepkék (Glossoptera) alrendjébe sorolt ruhamolyfélék (Tineidae) családjába tartozó, gyakori kártevő.

## Elterjedése, élőhelye
Európában és Észak-Amerikában terjedt el, így hazánkban is mindenfelé megtelepedett.

## Megjelenése
A lepke szárnyának fesztávolsága 10–14 mm. Első szárnya szürkésbarna, elmosódott, ezüstfehér és sötétbarna foltokkal. Egyszínű hátsó szárnyai fénylő fehéresszürkék.
A „fehér gabonakukacnak” nevezett hernyó 8–12 mm hosszú, a feje barna, teste sárgásfehér. A báb barnássárga.

## Életmódja
Magyarországon évente két nemzedéke fejlődik ki (melegebb éghajlaton akár több is). A második nemzedék hernyói telelnek át. Április és szeptember között rajzik. Kerüli a fényt – ideértve a mesterséges fényforrásokat is.
A legveszedelmesebb raktári kártevők egyike. Megtalálható mindenhol, ahol állandó jelleggel száraz vagy szárított növényi terméseket, illetve gombát tárolnak. Károsítja a gabonafélék minden faját és fajtáját, a szemtermést éppúgy, mint a lisztet. Megtalálható a száraztésztában, szárított növényeken, gyógynövényeken, olajos magvakon, a szárított gomba egyik legjelentősebb kártevője. A hernyók kívülről rágják táplálékukat, és közben szövedéket szőnek maguk köré. Kártétele főleg a párás levegőjű raktárakban lehet súlyos, ahol az erősebben károsított gabona meg is dohosodik. Kártétele jórészt elkerülhető, illetve erősen csökkenthető, ha az árut szárazon tartjuk, a raktárat gondosan szellőztetjük. Mint minden raktári kártevő, a raktári gabonamoly ellen is hatásos megelőző védekezés a raktárak állandó ellenőrzése és a gyors anyagmozgatás.
Éjjel repkednek. Egy-egy gabonaszemen egy-két petét helyeznek el. Egy-egy hernyó mindig több gabonaszemet rág meg, és a megrágott szemeket kis zsákocskává szövi össze. Ősszel a telelni készülő hernyók elhagyják a felhalmozott gabonát, és ahogy telelő helyet keresve kóborolnak, selyemszerű fonalat hagynak maguk után. Tavasszal bábozódnak.